# Mad Pride

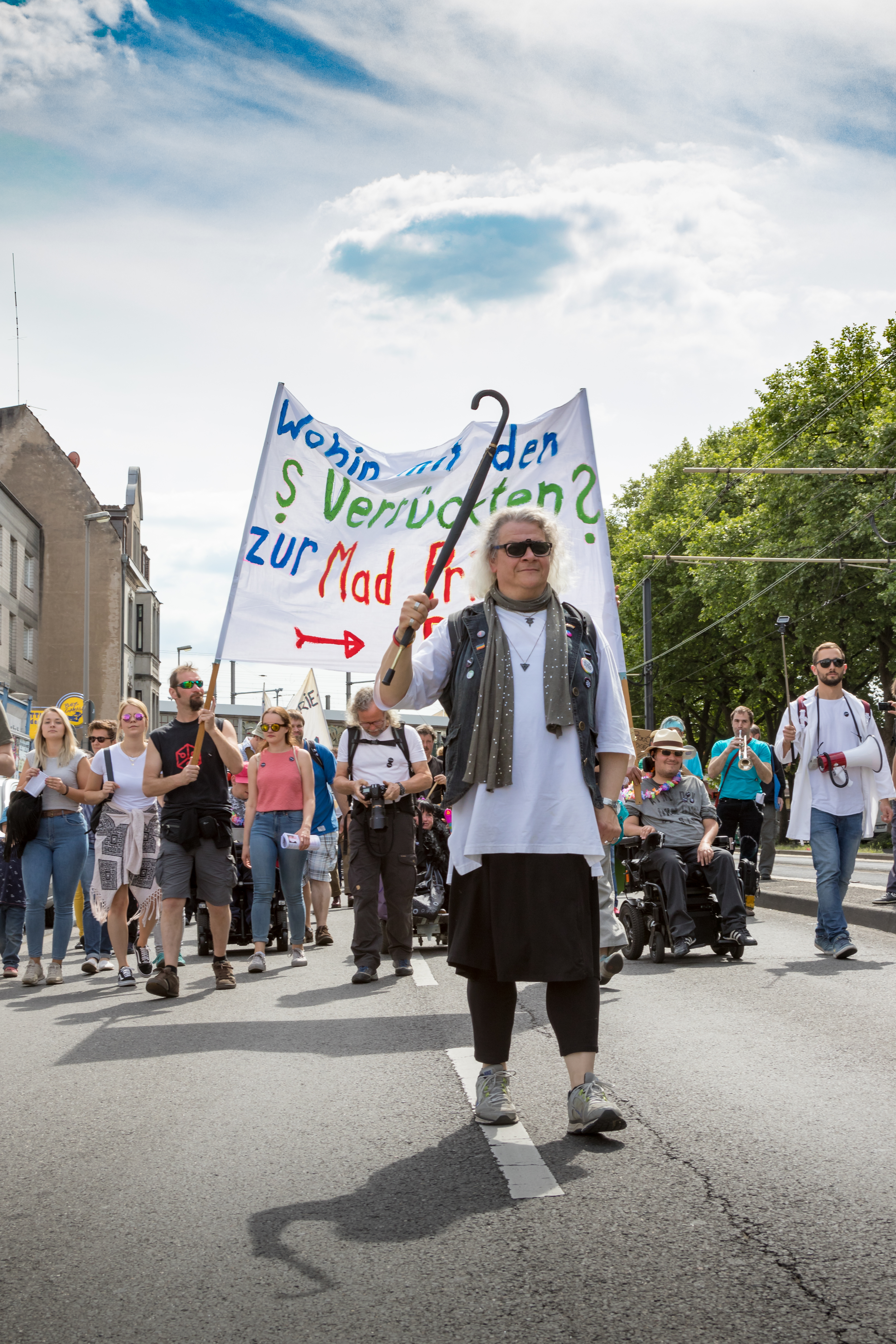
Pride Parade Köln, 2017

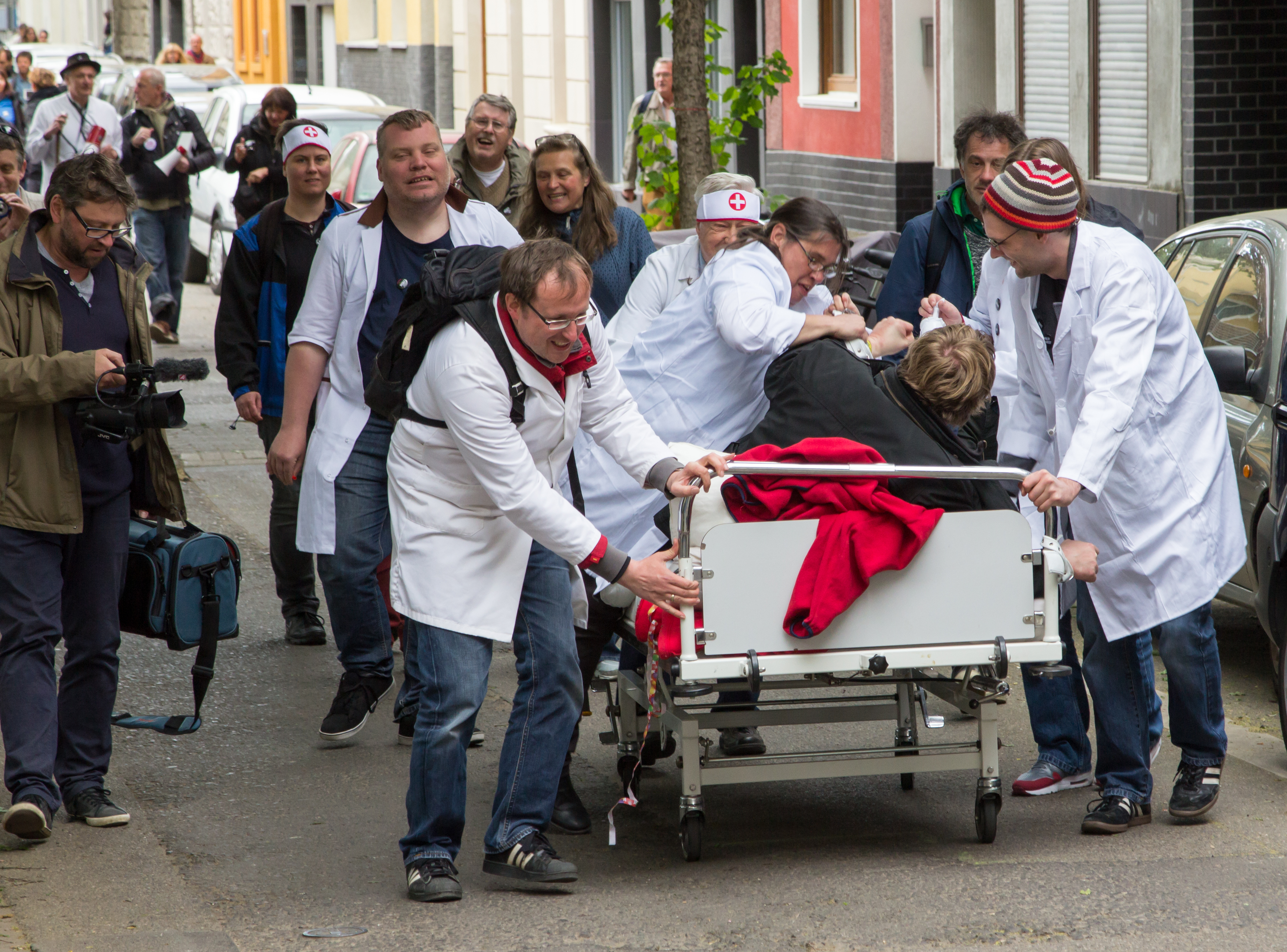
Bed Push mit dargestellter Fixierung und Zwangsbehandlung während der Mad Pride-Parade in Köln

Mad Pride (aus englisch Mad ‚verrückt‘ und Pride ‚Stolz‘, ‚Selbstwertgefühl‘) ist eine Bewegung von Psychiatrieerfahrenen, die 1993 in Toronto gegründet wurde. Der Begriff ist angelehnt an die Gay Pride der Lesben- und Schwulenbewegung, die darin seit den 1970er Jahren den selbstbewussten und damit stolzen Umgang mit der eigenen sexuellen Identität beschreibt. Entsprechend geht es bei Mad Pride um einen positiven, stolzen Umgang mit psychischen, inzwischen aber auch anderen Abweichungen von der gesellschaftlichen Norm. Wie bei der Gay Pride umfassen die Veranstaltungen der Mad Pride meist eine bunte Parade durch die jeweilige Stadt der Veranstaltung.

## Geschichte
Die Mad Pride geht auf die Selbsthilfe- und Selbstvertretungsbewegung psychiatrischer (Ex-)Patienten mit Beginn in den 1970er Jahren zurück. Im englischsprachigen Raum etablierte sich die Selbstbezeichnung „Psychiatric Survivor“ oder „consumer/survivor/ex-patient“ für das sprichwörtliche und tatsächliche Überleben psychiatrischer Behandlungen. Entsprechend fand die erste Mad Pride am 18. September 1993 im kanadischen Toronto noch unter dem Titel „Psychiatric Survivor Pride Day“ (Tag des Stolzes der Psychiatrieüberlebenden) statt. Sie sollte zunächst Crazy Day heißen und war als Antwort auf Vorurteile in der Bevölkerung gegenüber Menschen mit Normabweichungen des Denkens, Fühlens und Verhaltens in der Stadt konzipiert. Den Organisatoren ging es dabei um die Bekämpfung von Stigmatisierung und um die Verbesserung von Sichtbarkeit und Akzeptanz von Menschen mit psychiatrischer Geschichte. Psychiatrieerfahrene sollten sich als aktive Mitglieder der kanadischen Gesellschaft feiern und ihre Geschichte und Kultur aus eigener Erfahrung schildern. Die Bewegung strebte dazu auch die Vernetzung mit anderen Gruppierungen ihrer Gemeinde, aber auch mit anderen marginalisierten Gruppen an, darunter etwa Menschen mit Behinderung, People of Color oder First Nations.
Nach 1993 fand die Veranstaltung in Toronto, bis auf eine Ausnahme im Jahr 1996, bis heute jährlich statt. Bei der Parade wird traditionell ein Krankenbett mitgeführt, was ebenso wie die Streckenführung in Toronto, den Weg der Psychiatrieerfahrenen von der Anstalt in die Gemeinde symbolisiert. In der Woche der Mad Pride finden außerdem Bildungs-, Kunst- und Musikveranstaltungen statt.

## Verbreitung der Idee

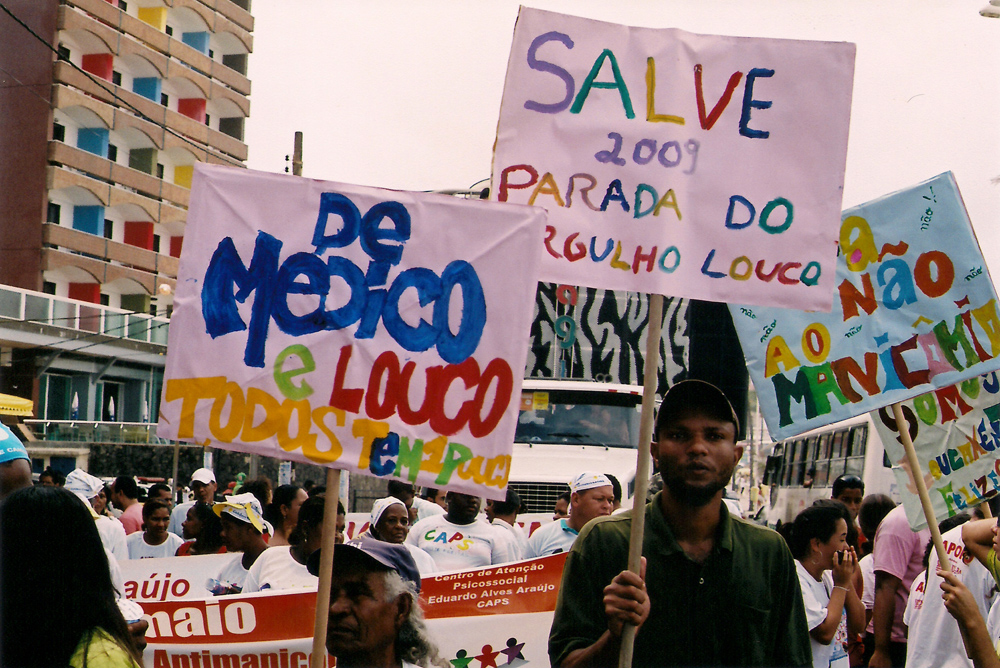
Mad Pride in Salvador, Bahia, Brasilien, 2009

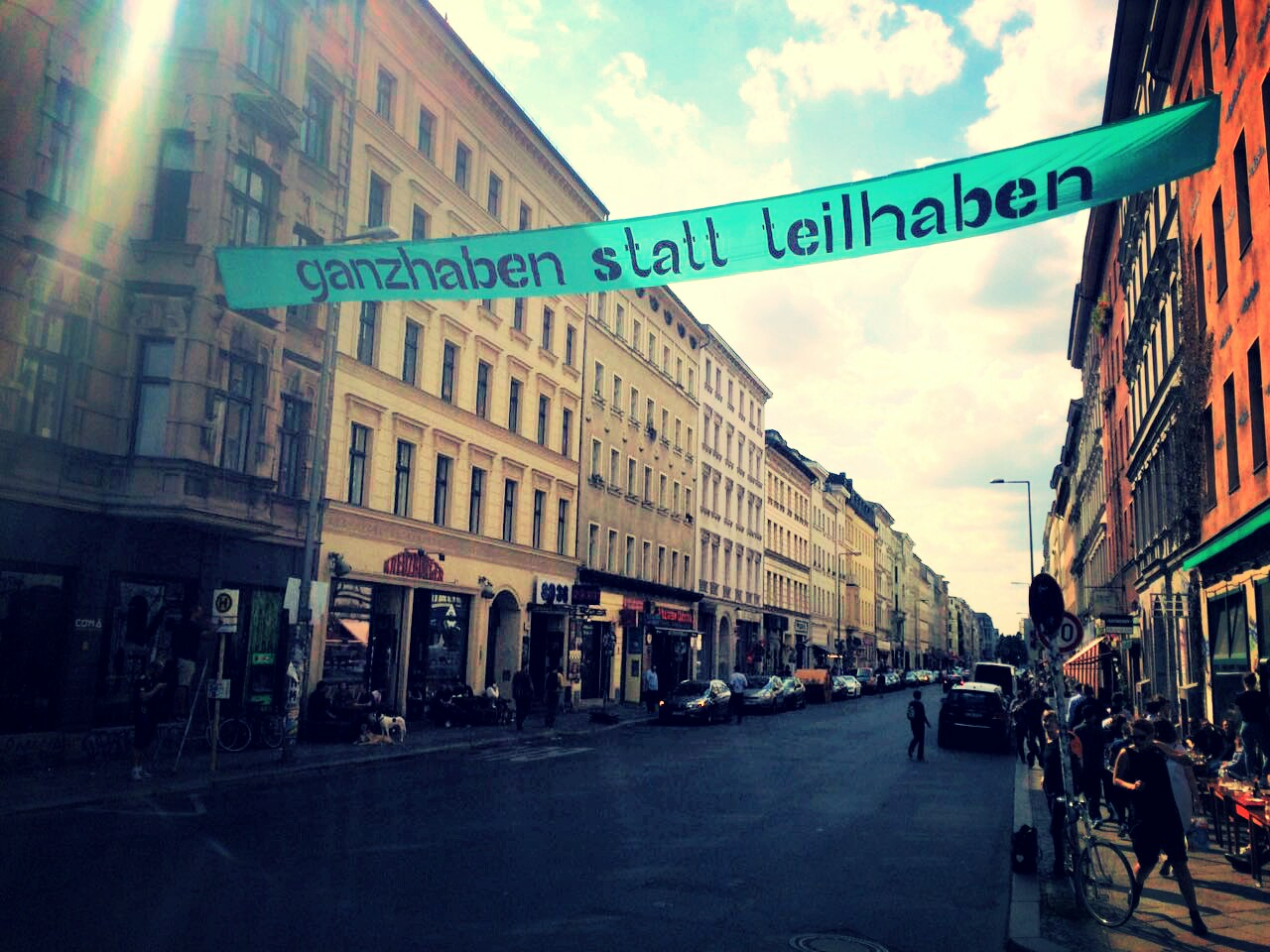
ganzhaben statt teilhaben: Motto der vierten behindert und verrückt feiern pride parade 2017 in Berlin als Banner über der Oranienstraße

Seit der Entstehung finden Mad-Pride-Veranstaltungen und Paraden weltweit an vielen Orten statt. In den USA und in Afrika wählen die Veranstalter häufig das Datum 14. Juli, den Jahrestag der Erstürmung der Bastille für die Parade aus. Viele Veranstaltungen dort sind über die Organisation MindFreedom International verbunden, die in Eugene, Oregon ihren Sitz und Schwesterorganisationen in Großbritannien, Irland, Ghana, Neuseeland und Australien hat.

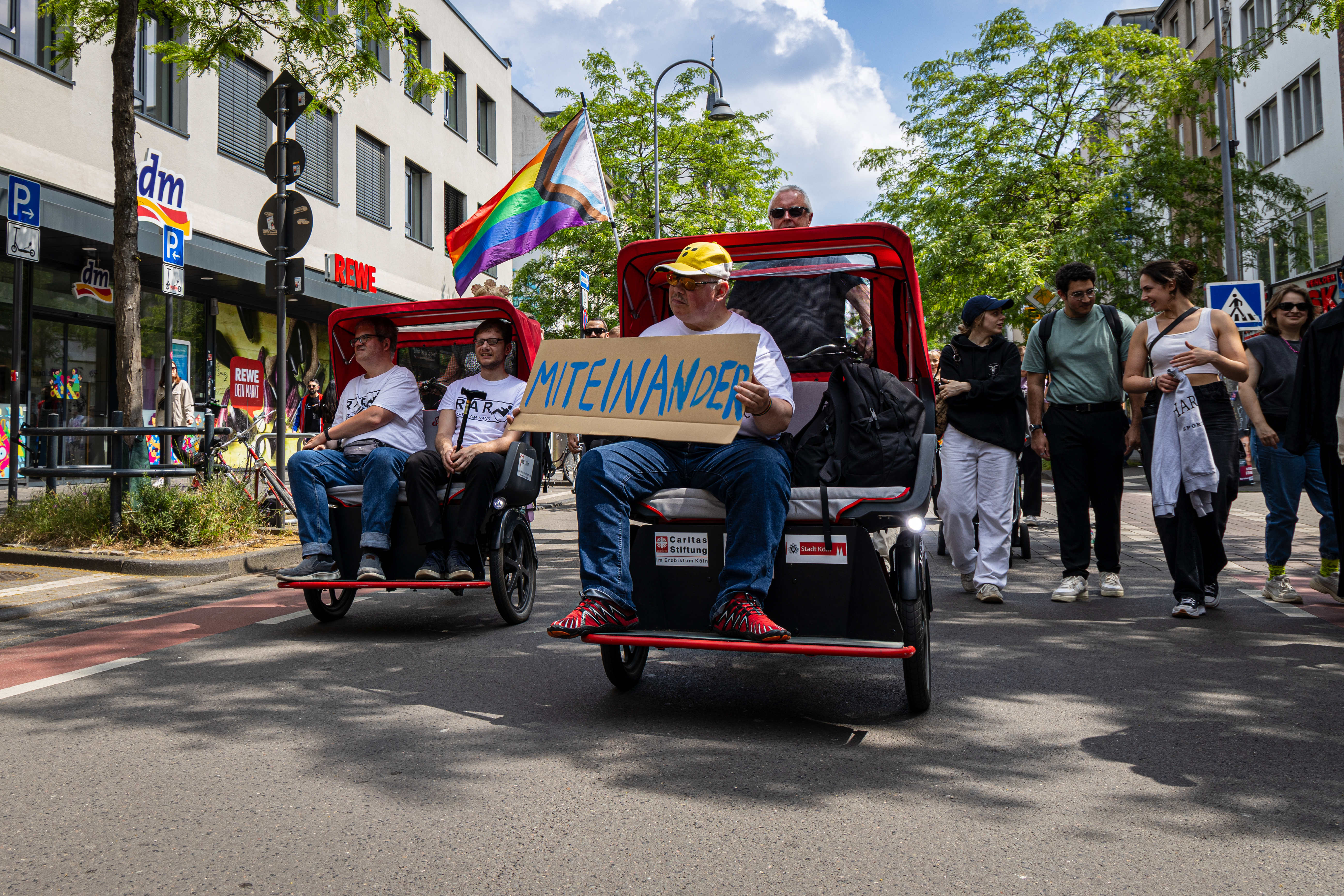
"Miteinander" bei der Mad Pride Köln, 2024

Die erste kontinentaleuropäische Mad Pride-Parade startete im Jahr 2007 in Brüssel. In Berlin fand Deutschlands erste Mad Pride-Parade am 13. Juli 2013 als Disability & Mad Pride Parade 2013 unter dem Motto behindert und verrückt feiern statt. Unter den 850 bis 1000 Teilnehmenden waren neben Psychiatrieerfahrenen auch Menschen mit unterschiedlichen Behinderungen. Im folgenden Jahr am 12. Juli 2014 zogen bei der Parade bereits 2000 Menschen durch Berliner Straßen und feierten immer wieder behindert und verrückt. Am 25. Mai 2015 folgte als weitere Veranstaltung in Deutschland die erste Mad Pride Köln, eingebettet in das Sommerblut-Festival. Kurz darauf fand am 11. Juli 2015 die dritte Berliner Parade unter dem Motto Party³ statt Pathologisierung statt. Zwei Jahre später, am 15. Juli 2017, kamen unter dem Slogan ganzhaben statt teilhaben wieder Menschen in Berlin zusammen, um dort behindert und verrückt zu feiern.
In der Schweiz fand die erste Mad Pride am 10. Oktober 2019 in Genf statt, organisiert durch die Vereinigung Coraasp (Coordination romande des associations d’action pour la santé psychique). In der Folge wurde der Trägerverein Mad Pride Schweiz gegründet, als Basis für eine jährliche Mad Pride in der Schweiz. 2020 wurde die Pride aufgrund der COVID-19-Maßnahmen mehrfach verschoben. Am 18. Juni 2022 wurde die Mad Pride wieder in Bern durchgeführt.